# Sepsis gracilenta
Sepsis gracilenta är en tvåvingeart som beskrevs av Ozerov 1986. Sepsis gracilenta ingår i släktet Sepsis och familjen svängflugor. Inga underarter finns listade i Catalogue of Life.